# Helmut Gollwitzer

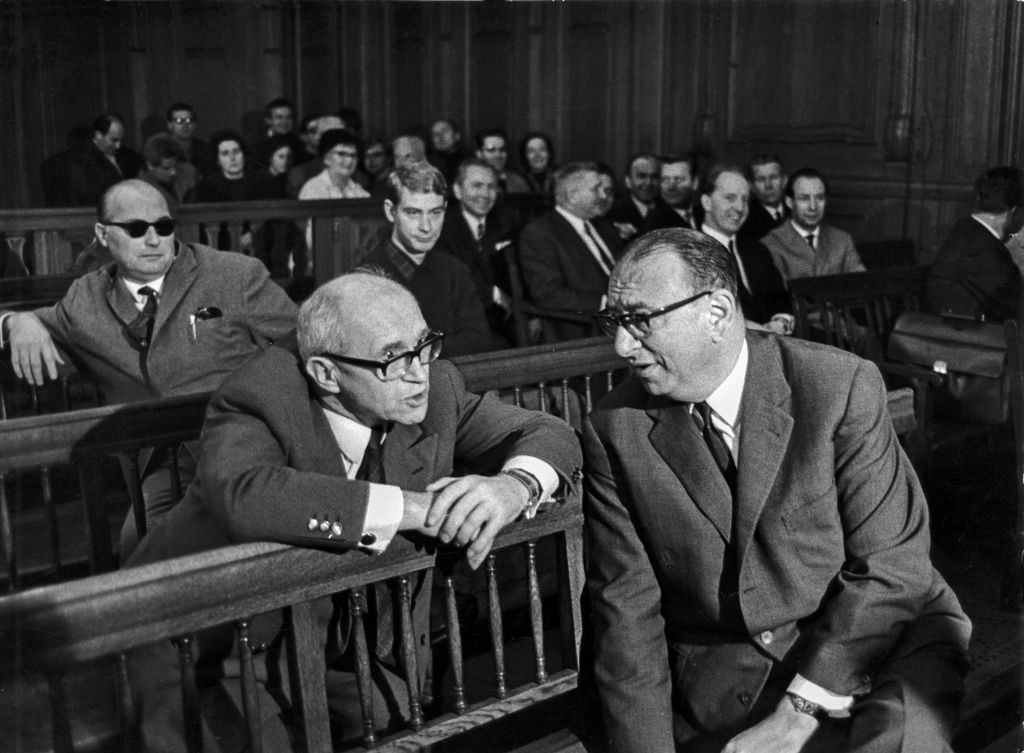
Helmut Gollwitzer (links) im Gespräch mit dem ehemaligen Berliner Bürgermeister Heinrich Albertz (November 1967)

Helmut Gollwitzer (* 29. Dezember 1908 in Pappenheim im Altmühltal/Bayern; † 17. Oktober 1993 in Berlin) war evangelischer Theologe, Schriftsteller und Sozialist. Als prominenter Schüler Karl Barths engagierte er sich in der Bekennenden Kirche der NS-Zeit, später in der „Kampf-dem-Atomtod“-Bewegung der 1950er und der Studentenbewegung der 1960er Jahre. Als Professor an der Freien Universität Berlin war er ein enger Freund und Wegbegleiter von Rudi Dutschke.

## Leben
Gollwitzer stammte aus einem lutherischen und national-konservativen fränkischen Elternhaus. Er war als Schüler am Gymnasium bei St. Anna in Augsburg in der Jugendbewegung der 1920er Jahre aktiv und studierte dann von 1928 bis 1932 Philosophie in München und Evangelische Theologie, u. a. bei Paul Althaus in Erlangen und Friedrich Gogarten in Jena. Karl Barth in Bonn wurde sein wichtigster Lehrer, der seine eigene Haltung zeitlebens prägte.
Von 1933 an war Gollwitzer scharfer Kritiker der „Deutschen Christen“ und seit 1934 Mitglied der „Bekennenden Kirche“ (BK). Er gehörte dort zum Flügel der so genannten „Dahlemiten“, die aufgrund der Barmer Theologischen Erklärung vom 31. Mai 1934 nicht nur die staatlichen Übergriffe auf die evangelische Kirche, sondern auch die Rassenpolitik des Nationalsozialismus als solche ablehnten. Er stand auch dem Antijudaismus innerhalb der BK zunehmend kritisch gegenüber.
Nachdem Barth den Beamteneid auf Adolf Hitler verweigert hatte und Deutschland deshalb verlassen musste, folgte Gollwitzer ihm in die Schweiz und promovierte 1937 in Basel bei ihm mit einer Arbeit über die altlutherische Abendmahlslehre in ihrer Auseinandersetzung mit dem Calvinismus, dargestellt an der lutherischen Frühorthodoxie. Damit wurde er zu einem der Wegbereiter der Arnoldshainer Abendmahlsthesen von 1957 und der Abendmahlsgemeinschaft der reformatorischen Kirchen. In der NS-Zeit hatte seine historisch-theologische Studie große Aktualität, weil sie die theologischen Trennungen zwischen Lutheranern und Reformierten in der Zeit des Kirchenkampfes in Frage stellte und zeigte, dass die evangelische Kirche über konfessionelle Grenzen hinweg mit einer Stimme hätte reden und in einem Geiste hätte handeln können und müssen.
Nachdem Martin Niemöller, einer der Leiter der BK, im Juli 1937 inhaftiert worden war, übernahm Gollwitzer Prediger- und Pfarrdienste an dessen Pfarrstelle, der Sankt-Annen-Kirche in Berlin-Dahlem. Der Gemeinderat hielt Niemöllers Stelle jedoch frei, so dass Gollwitzer nicht dessen offizieller Nachfolger oder Vertreter wurde. Zudem half er bei der illegalen Ausbildung des theologischen Nachwuchses der BK. Seit den Novemberpogromen 1938 verhalf er vom NS-Regime verfolgten Juden zur Flucht bzw. Ausreise. Seine Kontakte zu Widerständlern in der Wehrmacht brachten ihm 1940 mehrere Verhaftungen und Redeverbot ein. Seit diesem Jahr war er verlobt mit Eva Bildt, der Tochter des bekannten Schauspielers Paul Bildt. Wegen deren jüdischer Mutter erhielt er jedoch von den Nationalsozialisten ein Heiratsverbot. Eva Bildt nahm sich am 27. April 1945 das Leben, nachdem ihr Zufluchtsort Zeesen durch die Rote Armee besetzt worden und sie dort Zeugin von Vergewaltigungen geworden war.
Im Zweiten Weltkrieg war Gollwitzer als Sanitäter an der Ostfront eingesetzt.
1945 geriet er in sowjetische Kriegsgefangenschaft und kam in ein Arbeits- und Umerziehungslager. Erst dort erfuhr er vom Suizid seiner Verlobten. Nach seiner Rückkehr aus der Sowjetunion Ende 1949 schrieb er ein Buch über seine dortigen Erlebnisse, in dem er sich intensiv mit dem Marxismus-Leninismus sowjetischer Prägung auseinandersetzte: … und führen wohin du nicht willst. Dieser authentische Bericht erschien 1951, wurde rasch ein Bestseller und in mehrere Sprachen übersetzt. Der damalige Bundespräsident Theodor Heuss beschrieb es als „großes geschichtliches Dokument“.
1950 wurde Gollwitzer als Nachfolger Karl Barths ordentlicher Professor für Systematische Theologie in Bonn, wo er bis 1957 lehrte. 1951 heiratete er die evangelische Theologin und Gemeindehelferin Brigitte Freudenberg (12. Oktober 1922 – 1. Oktober 1986), eine Tochter von Adolf Freudenberg. Das Paar hatte keine Kinder.
In den 1950er Jahren engagierte er sich stark gegen die deutsche Wiederaufrüstung, vor allem gegen die Atombewaffnung der Bundeswehr im Rahmen der NATO. Mit seinem Vortrag Die Christen und die Atomwaffen vom Juni 1957 reagierte er auf den „Göttinger Appell“ der Physiker um Carl Friedrich von Weizsäcker und löste eine nachhaltige ethische Debatte in der EKD aus, die sich bis weit in die katholische Kirche und Ökumene hinein fortsetzte. Unter konsequenter Anwendung der kirchlichen und völkerrechtlichen Kriterien für einen gerechten Krieg kam er zur kompromisslosen Verwerfung aller Massenvernichtungsmittel.
Die damalige Debatte drohte die evangelische Kirche zu spalten: In der Folge wurde Gollwitzer in eine Kommission berufen, die 1959 mit den „Heidelberger Thesen“ einen Kompromiss erarbeitete. Die Kirche müsse sowohl „den Waffenverzicht als eine christliche Handlungsweise anerkennen“ als „auch die Beteiligung an dem Versuch, durch das Dasein von Atomwaffen einen Frieden in Freiheit zu sichern, als eine heute noch mögliche christliche Handlungsweise anerkennen“. Dies führte entgegen Gollwitzers Absicht nicht zur Überwindung, sondern zur Rechtfertigung des militärischen Abschreckungskonzepts der NATO.
Seit 1957 lehrte Gollwitzer an der Freien Universität Berlin im neu gegründeten Institut für Evangelische Theologie. 1961 sollte er Karl Barths Lehrstuhl an der Basler Universität übernehmen, doch die Basler Behörden legten dagegen wegen seiner „unklaren“ Einstellung zum Kommunismus ein Veto ein. So blieb Gollwitzer bis zu seiner Emeritierung 1975 in Berlin, wo er zeitweise auch an der Kirchlichen Hochschule lehrte. Er nahm von Anfang an regen Anteil an den Anliegen der kritischen Studenten, die er als einer von ganz wenigen Hochschullehrern aktiv unterstützte. Er engagierte sich für die 68er-Studentenbewegung, war befreundet mit Rudi Dutschke und Seelsorger von Ulrike Meinhof, setzte sich auch als Mitglied der Internationale der Kriegsdienstgegner/innen (IDK) gegen Vietnamkrieg und Wettrüsten ein. Obwohl von studentischen Kreisen gern als Vertreter des Establishments apostrophiert, wurde er als engagierter Dialogpartner hoch geschätzt. Eine langjährige und enge Freundschaft bestand mit Gustav Heinemann. Ab März 1979 war er Juror des Dritten Russell-Tribunals in Frankfurt-Harheim, das Menschenrechtsverletzungen in der Bundesrepublik Deutschland anprangerte. 1980 wurde er ehrenamtlicher Bewährungshelfer für den aus der Haft entlassenen Horst Mahler.

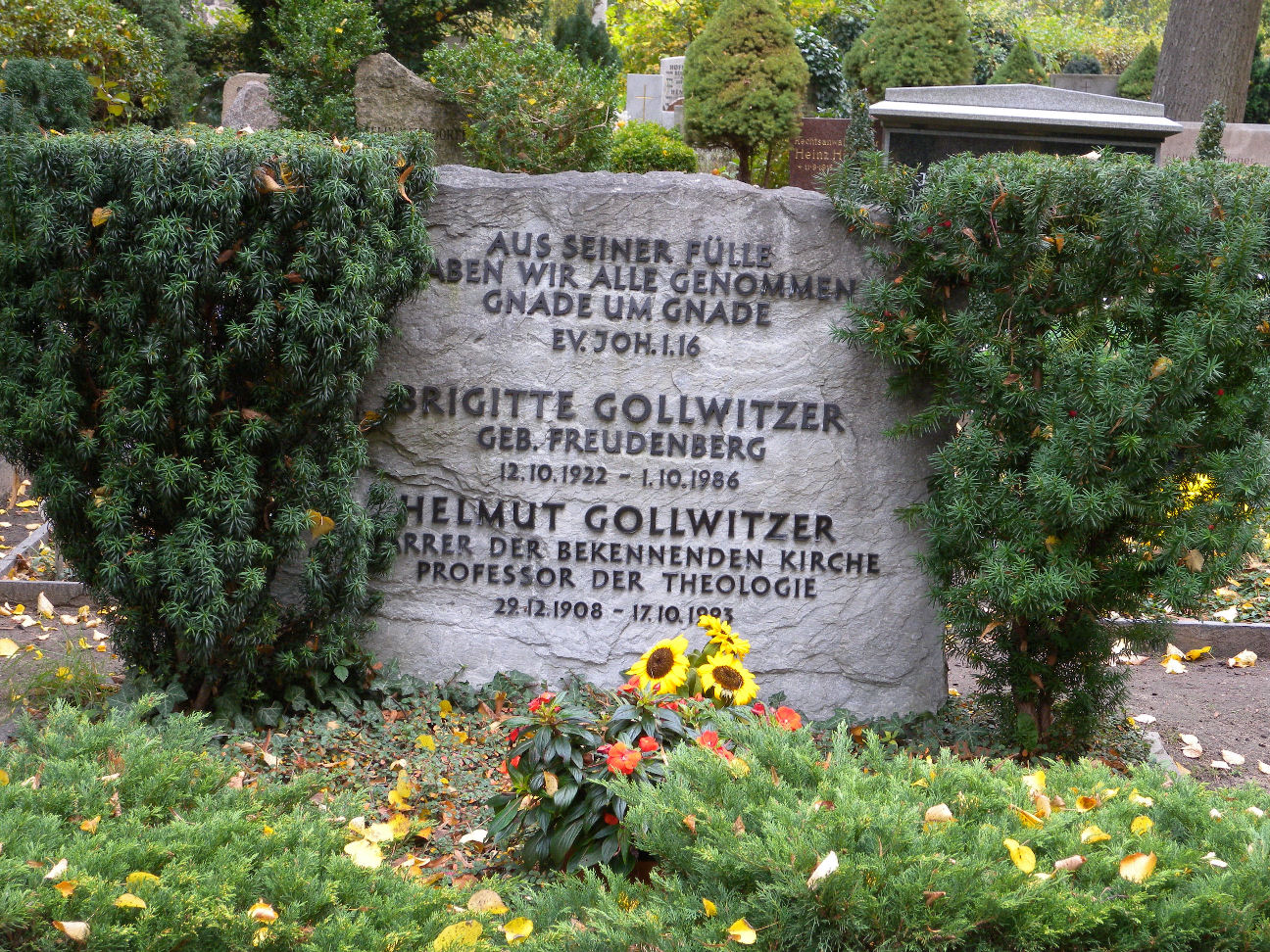
Grabmal des Ehepaars Gollwitzer

Er wurde neben seiner Frau auf dem evangelischen St.-Annen-Kirchhof in Berlin-Dahlem bestattet. Die Beerdigungsansprache hielt sein langjähriger Freund Friedrich-Wilhelm Marquardt.

## Lebenswerk
Gollwitzers theologisches Anliegen als „Lehrling Luthers“ ist die Menschlichkeit Gottes. In der Gestalt Jesu Christi sei Gott Mensch geworden, aber nicht nur für den Einzelnen, sondern für diese Welt: Darum versteht Gollwitzer Theologie als eine eminent praktische Wissenschaft, als ein Nachdenken über die Lebensfolgen des Evangeliums. Ging es ihm zunächst um die Überwindung konfessioneller Gegensätze – er arbeitete viel über Luther und Calvin –, so verlor dies mehr und mehr zu Gunsten seines politischen Engagements im Zeitgeschehen an Bedeutung. Der christliche Glaube spielt sich für ihn nicht in seelischen oder kirchlichen Privatbezirken, Theologie nicht in Elfenbeintürmen ab, sondern „draußen vor der Tür“ (Wolfgang Borchert), nämlich bei den Armen, den Verlassenen und den Opfern unmenschlicher Gesellschaftsordnungen.
Gollwitzer denkt wie der frühe Karl Barth radikal eschatologisch: Das Reich Gottes, das zu schaffen Menschen unmöglich ist, hat Jesus Christus bereits in die Welt gebracht, die Revolution Gottes hat schon begonnen. Daher können Christen sich unmöglich mit dem Bestehenden abfinden und aus den sozialen und politischen Konflikten ihrer Gegenwart heraushalten. Sie können sich aber auch nicht einfach mit einer der gegebenen „Parteien“ identifizieren, da sie vom Evangelium her immer die radikalste „Vorhut“ der Veränderung sein müssen.
Hier kommt Gollwitzers eigenständiger Sozialismus ins Spiel: Der verheißenen Zukunft Gottes entspricht in der Gegenwart ein Standort des Christen, der die gegebene Wirtschafts- und Sozialordnung kritisch „unterhöhlt“, sie in Richtung gerechterer, sozialerer Verhältnisse umstürzt und verändert, da sie den Armen hier und jetzt keine Zukunft bieten kann. Damit folgt der Christ unter den heutigen Bedingungen Jesus selber nach, der diesen Kampf für die „Befreiung zur Solidarität“ (Buchtitel Gollwitzers) mit den Armen unter damaligen Bedingungen führte und vorlebte. Die Freiheit, die uns Gottes Gnade schenkt, besteht nicht im Festhalten von Privilegien, sondern im Dienst an und im Teilen mit den Armen. So heißt Glaube Mitarbeit „an der Humanisierung der menschlichen Gesellschaft auf das Reich Gottes, der wirklich menschlichen Gesellschaft hin“.
Während Gollwitzer diese Auffassung – der Christ beteiligt sich am Aufbau einer humanen Gesellschaft in Analogie zum Reich Gottes und im Konflikt mit inhumanen Systemen – schon früh vertrat, kam in den 1960er Jahren durch den intensiven Dialog mit der Studentenbewegung ein starker Antikapitalismus hinzu: Er gelangte nun zu einer radikalen Kritik am seiner Ansicht nach inhumanen kapitalistischen Gesellschaftssystem, bei der er unbefangen Elemente der marxistischen Kritik der politischen Ökonomie aufgriff. Seit etwa 1970 war Gollwitzer bekannt für die klare und in der deutschen evangelischen Theologie fast nur von ihm vertretene These: „Sozialisten können Christen, Christen müssen Sozialisten sein“ (zitiert nach Adolf Grimme).
Gollwitzer gehörte sowohl dem dem Kuratorium der 1957 gegründeten Deutsch-Israelische Studiengruppe Berlin, als auch dem 1961 gegründeten Bundesverband Deutsch-Israelischer Studiengruppen (BDIS) an.

## Ehrungen und Auszeichnungen
- 1954: Ehrendoktor der Theologischen Fakultät der Universität Heidelberg
- 1957: Ehrendoktor der Theologischen Fakultät der Universität Glasgow
- 1966: Ehrendoktor der Theologischen Fakultät der Universität Aberdeen
- 1973: Carl-von-Ossietzky-Medaille der Internationalen Liga für Menschenrechte (Berlin)
- 1973: Buber-Rosenzweig-Medaille des Deutschen Koordinierungsrats der Gesellschaften für Christlich-Jüdische Zusammenarbeit
- 1989: Ernst-Reuter-Plakette des Berliner Senats
- 2018: Grab wird als Ehrengrab des Landes Berlin gewidmet

## Schriften
- Coena Domini. Die altlutherische Abendmahlslehre in ihrer Auseinandersetzung mit dem Calvinismus, dargestellt an der lutherischen Frühorthodoxie. 1937. Christian Kaiser Verlag, München 1988, ISBN 3-459-01754-6.
- „Wir dürfen hören …“ Predigten (= Theologische Existenz heute, Heft 66.) Chr. Kaiser Verlag, München 1939.
- Jesu Tod und Auferstehung (nach dem Bericht des Lukas). Dritte Auflage, Christian Kaiser Verlag, München 1953.[6]
- … und führen, wohin du nicht willst. Bericht einer Gefangenschaft. Christian Kaiser Verlag, München 1951; 5. Auflage, Gütersloher Verlags-Haus, Gütersloh 1994, ISBN 3-579-01125-1.
- Helmut Gollwitzer, Käthe Kuhn, Reinhold Schneider (Hrsg.): Du hast mich heimgesucht bei Nacht. Abschiedsbriefe und Aufzeichnungen  des Widerstandes 1933–1945. Christian Kaiser Verlag, München 1954.
- Kleiner Wegweiser zum Studium des Marxismus-Leninismus (mit Gerhard Lehmbruch). Publikationsstelle des Bundesministeriums für Gesamtdeutsche Fragen, Bonn 1956.
- Denken und Glauben. Ein Streitgespräch [mit Wilhelm Weischedel]. 2. Auflage. Kohlhammer, Stuttgart 1965.
- Die Marxistische Religionskritik und der christliche Glaube. Tübingen 1967, ISBN 3-579-03900-8.
- Krummes Holz – aufrechter Gang. Zur Frage nach dem Sinn des Lebens. 1. Auflage. Christian Kaiser Verlag, München 1970, 10. Auflage, 1985; ISBN 3-459-01184-X.
- Die kapitalistische Revolution. Christian Kaiser Verlag, München 1974; TVT-Medienverlag, Tübingen 1998, ISBN 3-929128-15-2.
- Forderungen der Umkehr: Beiträge zur Theologie der Gesellschaft. Christian Kaiser Verlag, München 1976, ISBN 3-459-01044-4.
- Befreiung zur Solidarität. Einführung in die Evangelische Theologie. Christian Kaiser Verlag, München 1978; 2. Auflage 1984, ISBN 3-459-01554-3.
- Gollwitzer-Brevier, zusammengestellt und hrsg. von Wolfgang Brinkel und Heike Hilgendiek. Christian Kaiser Verlag, München 1988, ISBN 3-459-01753-8.
- Skizzen eines Lebens. Aus verstreuten Selbstzeugnissen gefunden und verbunden von Friedrich-Wilhelm Marquardt, Wolfgang Brinkel, Manfred Weber. Gütersloher Verlags-Haus, Gütersloh 1998, ISBN 3-579-02228-8.
- Es geht nichts verloren. 1908 bis 1993. Hrsg. im Auftrag der Aktion Sühnezeichen Friedensdienste und der Kirchengemeinde Berlin Dahlem von Wolfgang Brinkel, Lamuv, Göttingen 1994, ISBN 3-88977-380-X.
- Ausgewählte Werke in 10 Bänden. Hrsg. von Mitarbeitern des Instituts für Evangelische Theologie an der Freien Universität Berlin, Christian Kaiser Verlag, München 1988, ISBN 3-459-01782-1 (Kassette);

Bd. 1:0 Joachim Hoppe (Hrsg.): Dennoch bleibe ich stets an dir … Predigten aus dem Kirchenkampf 1937–1940. ISBN 3-459-01772-4;
Bd. 2:0 Peter Winzeler (Hrsg.): Die Existenz Gottes im Bekenntnis des Glaubens. ISBN 3-459-01773-2;
Bd. 3:0 Peter Winzeler (Hrsg.): Mensch, du bist gefragt. Reflexionen zur Gotteslehre. ISBN 3-459-01774-0;
Bd. 4:0 Andreas Pangritz (Hrsg.): … daß Gerechtigkeit und Friede sich küssen. Aufsätze zur politischen Ethik Bd. 1. ISBN 3-459-01775-9;
Bd. 5:0 Andreas Pangritz (Hrsg.): … daß Gerechtigkeit und Friede sich küssen. Aufsätze zur politischen Ethik, Bd. 2. ISBN 3-459-01776-7;
Bd. 6:0 Christian Keller (Hrsg.): Umkehr und Revolution. Aufsätze zu christlichem Glauben und Marxismus, Bd. 1. ISBN 3-459-01777-5;
Bd. 7:0 Christian Keller (Hrsg.): Umkehr und Revolution. Aufsätze zu christlichem Glauben und Marxismus, Bd. 2. ISBN 3-459-01778-3;
Bd. 8:0 Friedrich-Wilhelm Marquardt (Hrsg.): Auch das Denken darf dienen. Aufsätze zu Theologie und Geistesgeschichte, Bd. 1. ISBN 3-459-01779-1;
Bd. 9:0 Friedrich-Wilhelm Marquardt (Hrsg.): Auch das Denken darf dienen. Aufsätze zu Theologie und Geistesgeschichte, Bd. 2. ISBN 3-459-01780-5;
Bd. 10: Christa Haehn (Hrsg.): Bibliographie Helmut Gollwitzer. ISBN 3-459-01781-3.
- „Ich will dir schnell sagen, daß ich lebe, Liebster.“ Briefe aus dem Krieg an Eva Bildt, 1940–1945. Mit einem Nachwort von Antje Vollmer, hg. v. Friedrich Künzel u. Ruth Pabst, Beck’sche Reihe 1877, C.H. Beck, München 2008, ISBN 978-3-406-57381-1.